# Rue de la Boule
Pour l’article homonyme, voir Rue de la Boule-Rouge.
La rue de la Boule (en occitan : carrièra de la Bòla) est une voie de Toulouse, chef-lieu de la région Occitanie, dans le Midi de la France.

## Situation et accès

### Description
La rue de la Boule est une voie publique. Elle se situe à l'ouest du quartier Saint-Sernin, dans le secteur 1 - Centre.
La chaussée compte une seule voie de circulation automobile à sens unique, depuis la place et le quai Saint-Pierre vers l'allée de Barcelone. La rue est définie comme une zone de rencontre et la vitesse y est limitée à 20 km/h. Il n'existe pas de piste, ni de bande cyclable, quoiqu'elle soit à double-sens cyclable.

### Voies rencontrées
La rue de la Boule rencontre les voies suivantes, dans l'ordre des numéros croissants :
1. Allée de Barcelone
2. Esplanade de l'Université (g)
3. Esplanade Bertrand-de-Montaigut (g)
4. Place Saint-Pierre
5. Quai Saint-Pierre

### Transports
La rue de la Boule n'est pas directement parcourue par les transports en commun Tisséo. Elle débouche cependant, au sud et à l'est, sur le quai et la place Saint-Pierre, parcourues par la navette Ville. Au nord, le long du boulevard Armand-Duportal et de l'allée de Barcelone, se trouvent également les arrêts de la même navette, ainsi que des lignes de bus 6370
Les stations de vélos en libre-service VélôToulouse les plus proches sont les stations no 28 (2 place Saint-Pierre) et no 51 (1 boulevard Armand-Duportal).

## Odonymie
La rue tient son nom d'une auberge à l'enseigne de la Boule qui s'y trouvait au XVIIe siècle. Il faut peut-être y voir un lien avec la présence tout proche d'une salle où se pratiquait le « jeu de boule »,. 
Au XVe siècle, la rue est connue comme la rue de la Porte-du-Bazacle, ou plus simplement du Bazacle : elle se trouve effectivement à proximité de la porte qui permet d'entrer dans le bastion qui entoure le petit quartier du Bazacle. Au XVIIe siècle, ce nom s'efface au profit de nouvelles appellations. Elle est alors connue comme la rue de la Boule, mais aussi comme la rue de l'Empire : il s'agit probablement d'une hôtellerie, qu'on trouve même citée par le poète toulousain Pèire Godolin. Au XVIIIe siècle, un nouveau nom s'y superpose, celui de rue des Escoussières-Saint-Pierre : les « escoussières » (escorsièras en occitan) sont les chemins qui longeaient, du côté de la ville, le rempart et servaient de chemin de ronde,. En 1794, pendant la Révolution française, elle prend le nom de rue Foudroyante, sans qu'il subsiste, ne conservant plus officiellement que celui de rue de la Boule.

## Patrimoine et lieux d'intérêt

### Église Saint-Pierre-des-Cuisines
Classé MH (1977).
L'église Saint-Pierre-des-Cuisines s'élève à l'emplacement de sites anciens. Une première église est construite à la fin du IVe siècle. Elle est en partie remaniée au VIe siècle. Au milieu du XIe siècle, le comte de Toulouse Pons donne l'église et ses possessions à l'abbaye de Moissac qui en fait un prieuré prospère et y engage une réforme d'inspiration clunisienne. Le chœur et la nef sont progressivement reconstruits entre la fin du XIe siècle et le début du siècle suivant. Au cours du XIIIe siècle, la nef est agrandie. Enfin, aux XVe et XVIe siècles, des chapelles sont élevées sur les côtés sud et nord, et deux sacristies au sud-est. En 1569, le prieuré est finalement vendu aux religieux de la chartreuse de Castres, chassés de cette ville par les guerres de Religion. En 1789, le couvent des Chartreux est fermé et les bâtiments dévolus à l'arsenal qui y installe une fonderie de canons, en salle d'armes, puis en magasin de dépôt. En 1982, il devient propriété de la ville, qui engage des travaux de réfection. Ils sont menés par les architectes Jacques Munvez, Alain Castel et Pierre-Luc Morel, et aboutissent à son aménagement en auditorium pour le conservatoire.

### Rempart de l'Arsenal
Inscrit MH (1997).
Une section subsiste de la courtine qui composait le rempart de l'Arsenal, c'est-à-dire la partie ouest du rempart qui protégeait le bourg Saint-Sernin depuis le XIIe siècle. Le rempart est renforcé au milieu du XVIe siècle, lorsque les capitouls, inquiets d'une possible invasion espagnole, décident de renforcer la vieille muraille médiévale.

### Toulouse School of Economics
Un nouveau bâtiment est construit entre 2013 et 2020 par les architectes irlandaises Yvonne Farrell et Shelley McNamara pour abriter l'École d'économie de Toulouse – ou Toulouse School of Economics (TSE). 

### Immeubles
- no  4 : immeuble. 
L'immeuble est construit dans la deuxième moitié du XVIIIe siècle et surélevé au cours du siècle suivant. Il s'élève sur trois niveaux, séparés par des cordons de brique. Au rez-de-chaussée, la porte conserve son huisserie en bois sculpté[10].

- no  8-9 : immeuble. 

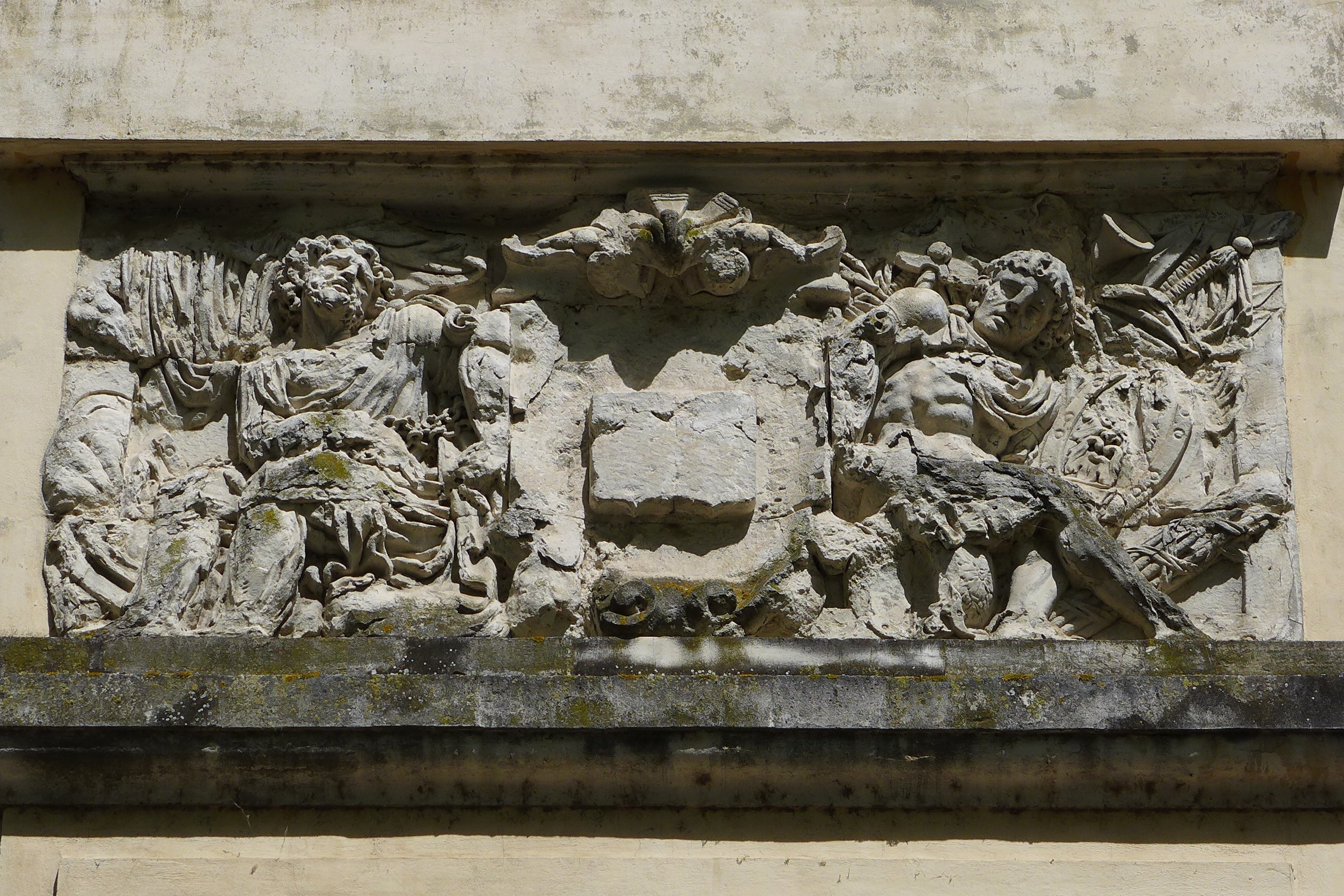
no 8-9 : bas-relief des captifs enchaînés (1663, Léonard Duchesne et Jean Ayries.

L'immeuble est construit vers 1780, lors de l'aménagement du quai Saint-Pierre sur les plans de l'architecte Joseph-Marie de Saget. L'immeuble s'élève sur trois étages, séparés par des cordons de brique. La façade sur le quai est animée par le jeu des volumes et des tables qui séparent les fenêtres. La rue de la Boule traverse l'immeuble par un passage étroit de seulement 3 mètres. Il est surmonté du côté du quai par un bas-relief en pierre, réalisé vers 1663 en l'honneur du roi Louis XIV par le stucateur parisien Léonard Duchesne et le sculpteur toulousain Jean Ayries : elle représente des captifs enchainés, encadrant les blasons des royaumes de France et de Navarre. Il s'agit d'un remploi venant d'une maison de la place du Pont-Neuf, démolie en 1777 lors de la construction du quai de la Daurade par Joseph-Marie de Saget (ancien no 2)[11].